# Adams (Massachusetts, statisztikai település)
Adams statisztikai település az USA Massachusetts államában, Berkshire megyében. Lakosainak száma 5466 fő (2020. április 1.).

## Népesség
A település népességének változása:

| 2010 | 5 515 |
| 2020 | 5 466 |